# Kom en zie
Kom en zie (Russisch: Иди и смотри, Idi i smotri, Wit-Russisch: Ідзі і глядзі, Idzi i hlyadzi) is een Sovjet-Russische oorlogsfilm en psychologische horrorfilm met surrealistische elementen uit 1985, geregisseerd door Elem Klimov. Het verhaal vindt plaats in het door de Duitsers bezette Wit-Rusland in 1943. De hoofdrollen worden gespeeld door Aleksej Kravtsjenko als Fljora en Olga Mironova als Glasja. De film werd een grote hit en zorgde in de Sovjet-Unie voor 28,9 miljoen verkochte kaartjes.

## Titel
De titel is afgeleid van de Openbaring van Johannes, hoofdstuk 6:
"En toen Het het vierde zegel geopend had, hoorde ik een stem van het vierde dier, die zeide: Kom en zie! En ik zag, en ziet, een vaal paard, en die daarop zat, zijn naam was de dood; en de hel volgde hem na. En hun werd macht gegeven om te doden tot het vierde deel der aarde, met zwaard, en met honger, en met den dood, en door de wilde beesten der aarde."

## Verhaal
De film begint wanneer twee jongens in een zandveld aan het graven zijn, op zoek naar een geweer om toegelaten te worden tot de partizanen. Een oude boer die in de buurt loopt waarschuwt ze dat ze niet moeten graven. Een van de jongens, de 15-jarige Florian (Fljora) vindt een geweer. Na de vondst van het geweer vliegt er een Duits verkenningsvliegtuig over die het tweetal waarneemt. De volgende dag wordt Fljora meegenomen door de partizanen, terwijl zijn wanhopige moeder met zijn twee kleine zusjes achterblijft.
De partizanen komen bij elkaar in het bos en plannen een aanval op de Duitsers. Kosatsj, de commandant van de partizanen, laat Fljora achterblijven in het kamp, samen met Glasja, die op de commandant verliefd is. Fljora is diep teleurgesteld dat hij niet deel mag nemen in de strijd en loopt uit frustratie alleen het bos in en komt daar de eveneens aangeslagen Glasja tegen. Wederom ziet Fljora het Duitse verkenningsvliegtuig in de lucht. Plotseling dalen er Duitse parachutisten naar beneden en begint er een bombardement. Als gevolg van een inslag wordt Fljora tijdelijk doof. Ze verstoppen zich in een krater en zien Duitsers voorbij lopen.
Samen gaan ze naar Fljora's dorp en treffen daar niemand aan. Er is warme soep, de poppen van zijn zusjes liggen op de grond en het huis is vol met vliegen. Ze eten maar krijgen een heel naar gevoel. Glasja moet overgeven en Fljora krijgt aanvallen van hoofdpijn. Ze besluiten dat de mensen op een eiland verderop zijn gevlucht en rennen ernaartoe. Glasja kijkt echter om en ziet een hoop lijken achter het huis.
Ze doorwaden het moeras, Glasja is zo aangedaan dat ze hysterisch wordt en schreeuwt dat Fljora's familie is vermoord. Fljora blijft echter ontkennen dat zijn familie vermoord is en meent dat ze zich ergens op het eiland bevinden. Fljora wordt gek en gooit Glasja het moeras in, maar springt haar meteen achterna om haar eruit te halen. Er komt een enge man (het personage Roubej) aanlopen en Fljora probeert zijn geweer te gebruiken maar ziet dat de man Glasja uit het moeras helpt. Roubej brengt hen naar de andere mensen op het eiland. Die vertellen Fljora dat zijn familie inderdaad is vermoord. De oude boer die hem waarschuwde om niet te graven ligt op de grond, helemaal verbrand. Hij vertelt dat de Duitsers als vergelding omdat ze iemand met een geweer hebben gezien, iedereen hebben vermoord en hem met benzine overgegoten en in brand gestoken. Feitelijk is het dus Fljora's schuld dat het drama heeft plaatsgevonden. Terwijl hij in het begin enthousiast was over de strijd begint hij steeds meer tekens te vertonen van psychologische uitputting en trauma. De mensen knippen Fljora's haar eraf om een Hitler-pop te maken om daarop hun verdriet af te reageren.
Roubej neemt Fljora en twee andere partizanen mee om voedsel te vinden in een nabijgelegen opslagplaats, deze blijkt echter door de Duitsers bewaakt te zijn. Fljora en de anderen slaan op de vlucht maar komen onbewust in een mijnenveld terecht, resulterend in de dood van twee metgezellen. Fljora en Roubej gaan naar een bezet dorp en pakken een koe af bij een boer die met de Duitsers collaboreert. Ze zijn blij en proberen haar te melken maar worden plotseling beschoten en Fljora's laatste reisgenoot is dood. Even later wordt er weer geschoten en is ook de koe dood. Fljora valt naast de dode koe in slaap. De volgende ochtend vroeg ziet hij een paard met wagen en besluit dat mee te nemen naar het eiland. De eigenaar probeert hem te stoppen. Tegelijkertijd zien ze dat door de dichte mist heen de Duitsers in het dorp arriveren. De boer helpt Fljora om zijn uniform en geweer te verstoppen. Het tweetal rent gauw naar het dorp Perechody en bedenken onderweg een valse identiteit voor Fljora. Ze gaan in een huis zitten en wachten met een grote groep mensen gespannen op de Duitsers. Er komt een Duitser binnen en een oude vrouw nodigt hem uit om brood met zout te eten, het traditionele Slavische teken van gastvrijheid. De man neemt het vriendelijk aan maar iedereen merkt dat er iets niet klopt. Een Duitser breekt het glas van het raam en steekt zijn mok naar binnen om water te krijgen. Vervolgens wordt iedereen naar buiten geroepen.
De dorpsbewoners worden bij elkaar gejaagd naar een plek. De Duitsers duwen hen maar dragen ook de kinderen en de zieke mensen worden op karren vervoerd. Mensen worden in elkaar geslagen door de Schuma (collaborerende politie) en gedwongen rond te rennen terwijl op de achtergrond Duitse muziek speelt. Er ontstaat een collectieve waanzin. De dorpelingen worden met geweld bij elkaar gejaagd in een kleine houten kerk. Een Duitse officier zegt dat mensen zonder kinderen eruit mogen komen. Niemand beweegt maar Fljora klimt eruit. Daarna probeert een vrouw haar kleine zoon uit de kerk te krijgen maar het kind wordt meteen opgevangen en terug naar binnen gegooid, terwijl de vrouw aan haar haar wordt weggesleurd door een rokende collaborateur. De vrouw wordt kort daarna in een vrachtwagen met Duitse soldaten gegooid.
De kerk wordt in brand gestoken en de Duitsers staan te lachen, te applaudisseren en foto's te nemen terwijl uit de kerk verschrikkelijk geschreeuw komt. Een officier raapt Fljora op, plaatst een pistool bij zijn slaap en neemt een foto. De kerk wordt met vlammenwerpers extra in brand gestoken en het geschreeuw van de mensen verstomt. Na het nemen van de foto laten de Duitsers Fljora ineengezakt achter in het brandende dorp.
De Duitsers vertrekken maar worden onderweg aangevallen door Kosatsj's partizanentroepen. Na zich te hebben overgegeven proberen de collaborateurs en de Duitse commandant hun schuld te ontkennen. Een fanatieke jongere Duitse officier vindt hem echter laf en vertelt de mensen dat ze van een minderwaardig ras zijn en uitgeroeid moeten worden. De partizanen besluiten hen te verbranden en geven een van de collaborateurs benzine om over hen heen te gooien. Maar terwijl hij dit doet vinden de partizanen het zo walgelijk dat ze hun krijgsgevangenen doodschieten.
Terwijl de partizanen vertrekken ziet Fljora een portret van Adolf Hitler met de propagandaleus "Hitler de bevrijder" in de modder liggen, die door iemand gedragen werd terwijl iedereen naar de kerk werd gedreven. Hij schiet er een paar keer op, alsof hij daarmee de verschrikkingen ongedaan wil maken die deze dictator heeft uitgevoerd. We zien beelden uit de nazi-geschiedenis achteruit gespeeld: concentratiekampen, Hitler die een jongetje feliciteert, de Bierhalleputsch, onrust in de Weimarrepubliek, Hitler als soldaat in de Eerste Wereldoorlog, Hitler als schooljongen. Maar wanneer hij denkt aan Hitler als een kleine baby schiet hij niet. 
Lacrimosa van Mozart begint te spelen en we zien hoe Fljora zijn partizanentroep inhaalt en in de groep oplost. De camera volgt de partizanen door het half besneeuwde bos totdat ze uit zicht verdwijnen en richt zich vervolgens op de hemel.

## Rolverdeling
| Acteur                 | Personage                                 |
| ---------------------- | ----------------------------------------- |
| Alexej Kravtsjenko     | Fljora                                    |
| Olga Mironova          | Glasja                                    |
| Liubomiras Laucevicius | Kosatsj (de commandant van de partizanen) |
| Vladas Bagdonas        | Roubej                                    |
| Jüri Lumiste           | de jonge Duitse officier                  |
| Evgeniy Tilicheev      | de Oekraïense collaborateur en vertaler   |
| Viktor Lorents         | de Duitse bevelhebber                     |

## Historische achtergrond
De film is gebaseerd op historische feiten en gebeurtenissen. Het verbranden van mensen was een Duitse tactiek om de partizanenbeweging te bestrijden en werd op grote schaal uitgevoerd: 628 dorpen in Wit-Rusland zijn op deze manier verwoest. De tactiek was echter onsuccesvol en zorgde er alleen maar voor dat de bevolking de bezetter meer ging haten en meer verzet leverde, waarop weer nog hardere strafmaatregelen volgden. Daarnaast speelden raciale motieven ook een rol in de genocide van de bevolking als onderdeel van het Generalplan Ost.
De moordpartij die in de film in het dorp Perechody wordt aangericht is grotendeels geïnspireerd op de gebeurtenissen van het Bloedbad van Chatyn. Hierbij werd na een door partizanen uitgevoerde aanval op de 118. Schutzmannschaft Battalion (voornamelijk bestaande uit Oekraïense collaborateurs) de bewoners van het dorp Chatyn in een schuur bijeengebracht en levend verbrand door soldaten van de beruchte SS-eenheid Dirlewanger.
Regisseur Elem Klimov maakte daarnaast ook gebruik van zijn eigen ervaringen tijdens de tweede wereldoorlog, waarin hij op jonge leeftijd samen met zijn moeder en broertje Stalingrad moest ontvluchten voor het optrekkende Duitse leger.